# FC Luzern Frauen
Der Fussballclub FC Luzern Frauen wurde im Jahr 2004 gegründet. Die Vereinsfarben sind Blau-Weiss, was dem Luzerner Stadt- und Kantonswappen entspricht.

## Vereinsgeschichte
Die FC Luzern Frauen sind der erste reine Frauenfussball-Verein der Schweiz. Der Verein entstand am 1. Juli 2004 als SC LUwin.ch aus der Frauenfussball-Abteilung des FC Sursee. Dieser sah sich nicht weiter im Stande die Frauenmannschaft alleine zu unterstützen, weshalb sich der Manager Z’Rotz nach Hilfe umsah und mit Graf und Schmidt zwei Unterstützer fand. Das Trio gründete folgend den SC LUwin, in dessen Statuten die Frauensportförderung, die Frauenförderung sowie die Offenheit für weitere Ballsportarten verankert wurde.
Im Jahr 2002 feierte man einen Doppelerfolg: Sowohl den Meistertitel wie auch den Cupsieg konnte die Fussballmannschaft für sich gewinnen. Den Meistertitel gewannen der Verein bis 2006 fünf weitere Male. Auch im Cup konnte man Erfolge verzeichnen. Mit Ausnahme von 2003 ging der Cupsieg vier Mal hintereinander (2002, 2004 bis 2006) an die Frauen des SC LUwin. Erstmals in der Geschichte des Schweizerischen Frauenfussballs erreichte mit dem SC LUwin eine Mannschaft die zweite Runde des UEFA Women’s Cup.
Marisa Brunner wurde zweimal zur Fussballerin des Jahres gewählt. Auch Lara Dickenmann und Monica Di Fonzo konnten den Titel für sich gewinnen. Des Weiteren zeigen Berufungen in die jeweiligen Nationalmannschaften wie auch die internationalen Transfers den Stellenwert der Spielerinnen dieser Zeit. So fanden Lara Dickenmann, Gaelle Thalmann, Rahel Graf, Marisa Brunner, Martina Moser, Monica Di Fonzo und Ramona Bachmann eine neue Herausforderung im Ausland.
SC LUwin.ch wurde ab der Saison 2011/2012 als eigenständige Sektion beim FC Luzern eingegliedert. Ziel dieser Eingliederung in den Hauptverein ist es, den Frauenfussball in der Zentralschweiz gezielt zu fördern. Die jungen Fussballerinnen werden nicht nur im fussballerischen Bereich, sondern auch in weiteren Belangen von der Zusammenarbeit mit dem Traditionsverein profitieren können. Die Frauenfussball-Sektion des FC Luzern wird im Juli 2011 im Nachwuchsbereich, neben dem bereits bestehenden U15 Team (C-Junioren), auch ein U13 Team stellen. Beide Nachwuchsteams werden auf der Allmend trainieren und spielen. Das U12 Team und die 2. Mannschaft werden in der folgenden Saison ebenfalls neu formiert. Mit der Namensänderung und Integration zum FC Luzern erhält der Verein nun auch namentlich sein klar definiertes zuhause in der Stadt Luzern.
Ende Saison 2013/2014 wurde an der Generalversammlung des FC Luzern eine weitere Sektion in den Verein aufgenommen. Die Frauenfussballabteilung des SC Kriens wechselt per Juli 2014 zum FC Luzern. Ab diesem Zeitpunkt verfügt der FC Luzern nun auch über eine Abteilung im Frauen-Spitzenfussball. Ähnlich wie die bereits vorhandene Sektion im Breitensport, ist die Sektion Frauen-Spitzenfussball eigenständig und wird unter dem Namen „FC Luzern Spitzenfussball Frauen“ geführt. Die 1. Mannschaft spielt in der AXA Women’s Super League (AWSL), der höchsten Liga im schweizerischen Frauenfussball. Um die Nachhaltigkeit zu gewährleisten, wird ebenfalls im Nachwuchsbereich gearbeitet. Die Spitze im Nachwuchs stellt das U19 Team, welches an einer nationalen Meisterschaft teilnimmt. Das jüngste Nachwuchsteam bildet das U15-Team, welches momentan nur regional spielt.
In der Saison 2020/21 gelang der grösste Erfolg unter dem Namen FC Luzern Spitzenfussball Frauen. Das Team gewann den Cupfinal gegen den favorisierten FC Zürich Frauen mit 2:0. Beide Tore erzielte die Nationalspielerin Svenja Fölmli, die den Klub am Ende der Saison Richtung Bundesliga verliess. Es war zugleich das letzte Spiel des Trainers Glenn Meier, der sich eine Auszeit nahm. Meier wurde am Ende der Saison zum Trainer des Jahres gewählt, Fölmli in das Team der Saison.
Per Juli 2022 wird die Sektion FC Luzern Frauen Spitzenfussball in die FC Luzern Innerschweiz AG integriert. Somit ist der Spitzenfussball der Frauen (AWSL, U18, U17 und U15) im Profibetrieb der Männer angegliedert. Die FC Luzern Frauen sind somit wieder der einzige reine Frauenfussballverein in der Zentralschweiz.

## Erfolge
- 5× Schweizer Meister: 2002, 2003, 2004 (als FC Sursee), 2005, 2006 (als SC LUwin.ch)
- 5× Cupsieger: 2002, 2004 (als FC Sursee), 2005, 2006 (als SC LUwin.ch), 2021 (als FC Luzern Spitzenfussball Frauen)

## Sektion FC Luzern Frauen
Die Abteilung Breitensport bietet den Spielerinnen in jeder Altersstufe die Möglichkeit Fussball zu spielen. Während die 1. Mannschaft 3× pro Woche trainieren, trainieren die anderen Teams 2× pro Woche.
Gemeldete Teams der Sektion FC Luzern Frauen:
- 1. Mannschaft (1. Liga)
- 2. Mannschaft (3. Liga)
- FF-19
- C-Juniorinnen
- D-Juniorinnen
- E-Juniorinnen
- F-Juniorinnen
- G-Juniorinnen

## Sektion FC Luzern Frauen Spitzenfussball
Der Schwerpunkt der Abteilung «Spitzenfussball» liegt bei der gezielten Förderung von Spielerinnen in der Region. Die Karriereplanung im Spitzensport sieht vor, dass die Spielerinnen die besten Ausbildungsstrukturen erhalten um später den Sprung in die Nationalliga A, bzw. die Frauen-Nationalmannschaft zu schaffen. Alle Spitzenfussball-Teams (NLA, U19, U17, U16) trainieren bis zu 6× pro Woche. Spielerinnen, welche in einer Sportklasse sind oder eine Sportlerlehre absolvieren, können am Dienstag und Donnerstag am Morgentraining teilnehmen (08.00 Sportklasse, 10.00 Sportlerlehre). Mit dem neuen Logo hat die Sektion FCL Spitzenfussball Frauen auch eine neue Webseite erhalten.

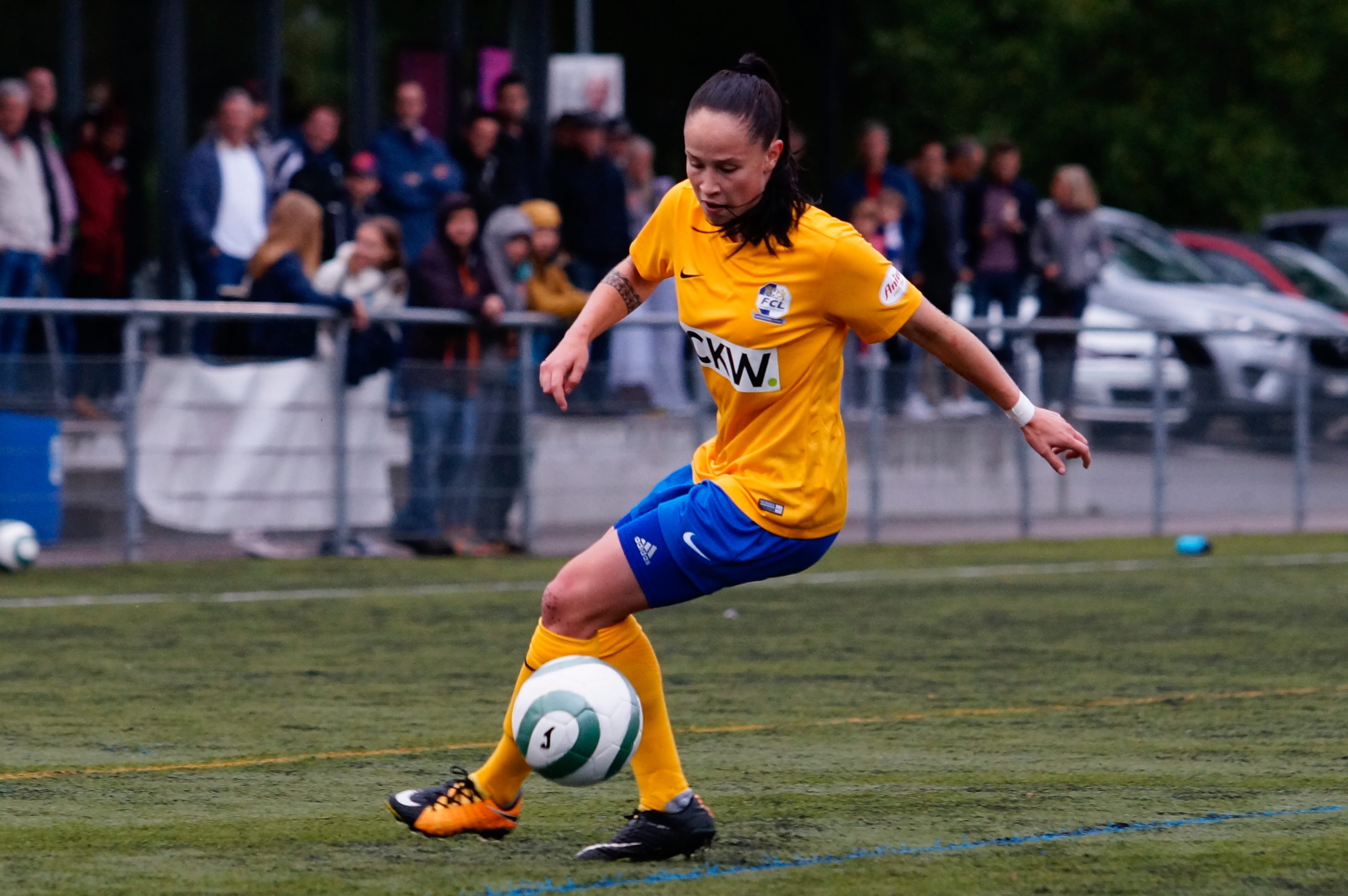
Géraldine Reuteler

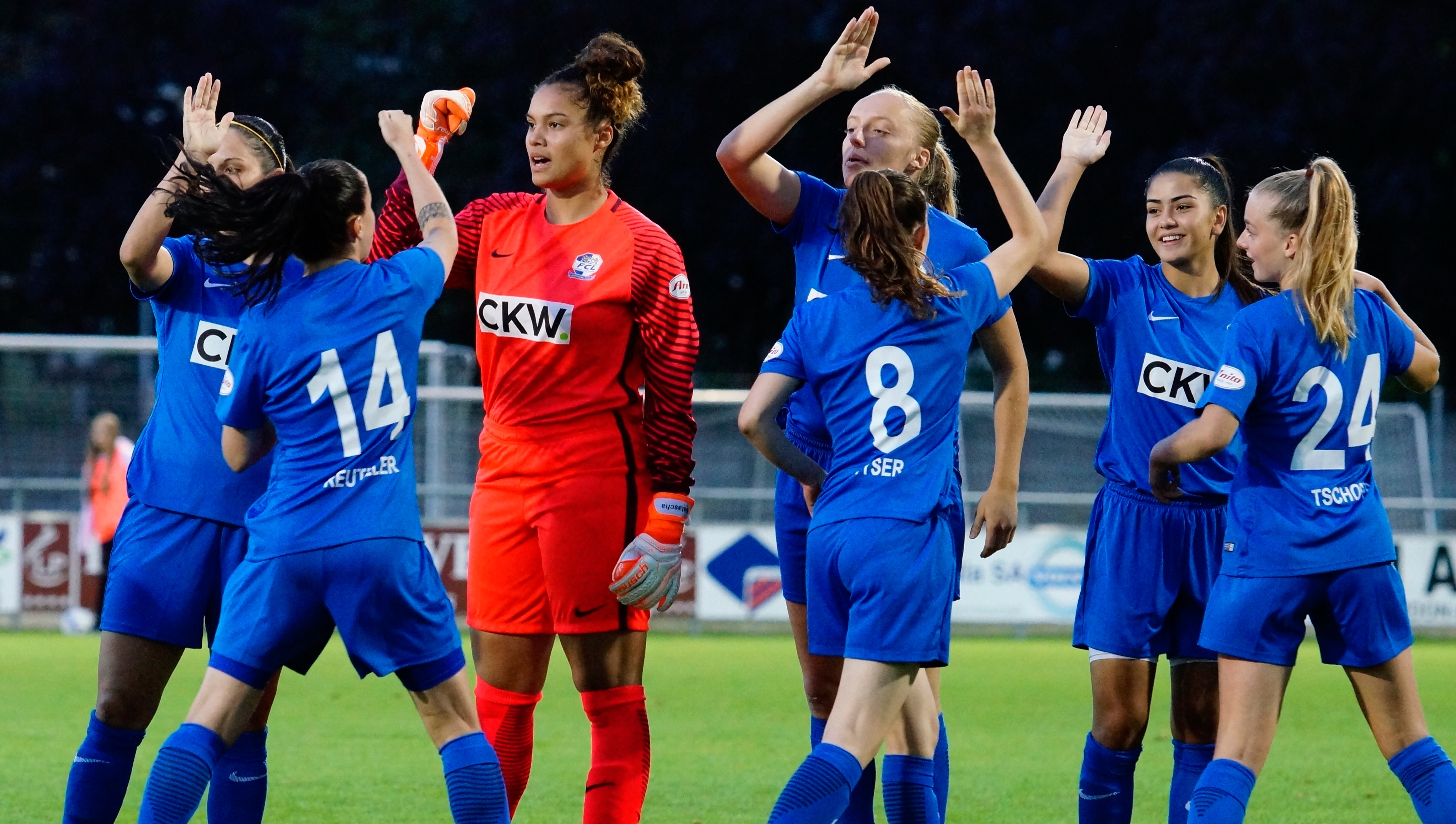
Team NLA im Einsatz

Gemeldete Teams der Sektion FC Luzern Spitzenfussball Frauen:
- Nationalliga A (NLA)
- U19
- U17

## Bekannte ehemalige Spielerinnen
- Lara Dickenmann SC LUwin.ch
- Ramona Bachmann SC LUwin.ch
- Marisa Brunner SC LUwin.ch
- Isabelle Meyer SC LUwin.ch
- Martina Moser SC LUwin.ch
- Gaelle Thalmann SC LUwin.ch
- Lara Keller SC Kriens
- Sarah Puntigam SC Kriens
- Nicole Banecki SC Kriens
- Géraldine Reuteler FC Luzern Frauen
- Svenja Fölmli FC Luzern Spitzenfussball Frauen